# Amtsgericht Westerburg
Das Amtsgericht Westerburg ist ein Gericht der ordentlichen Gerichtsbarkeit in Rheinland-Pfalz mit Sitz in Westerburg.

## Gerichtssitz und -bezirk
Das Gericht hat seinen Sitz in Westerburg. Es gehört zum Landgerichtsbezirk Koblenz.

## Gebäude
Das Gerichtsgebäude befindet sich in der Wörthstraße 14 in Westerburg.

## Geschichte
Im Rahmen der Gebietsreform wurden die Amtsgerichte Rennerod und Wallmerod zum 1. Januar 1967 aufgelöst und dafür das Amtsgericht Westerburg errichtet Das Amtsgericht Marienberg wurde zum gleichen Termin dem Amtsgericht Hachenburg zugeschlagen, bevor auch dieses zum 1. April 1973 mit Westerburg zusammengelegt wurde.
Gegenwärtig sind am Amtsgericht Westerburg 56 Personen beschäftigt, davon 7 Richter und 10 Rechtspfleger.

## Zuständigkeit
Das Amtsgericht ist für alle Angelegenheiten zuständig, die bei einem Amtsgericht anhängig gemacht werden können und ist damit zugleich Zivilgericht, Strafgericht, Familiengericht, Grundbuchamt, Betreuungsgericht, Nachlassgericht und Registergericht.

## Übergeordnete Gerichte
Dem Amtsgericht Westerburg ist das Landgericht Koblenz übergeordnet. Zuständiges Oberlandesgericht ist das Oberlandesgericht Koblenz.